# Turm Baur

Reduit Tilly im Zentrum des Brückenkopfes am Südufer der Donau, links davon Turm Baur, rechts davon Turm Triva (Plan der Landesfestung Ingolstadt von 1854)

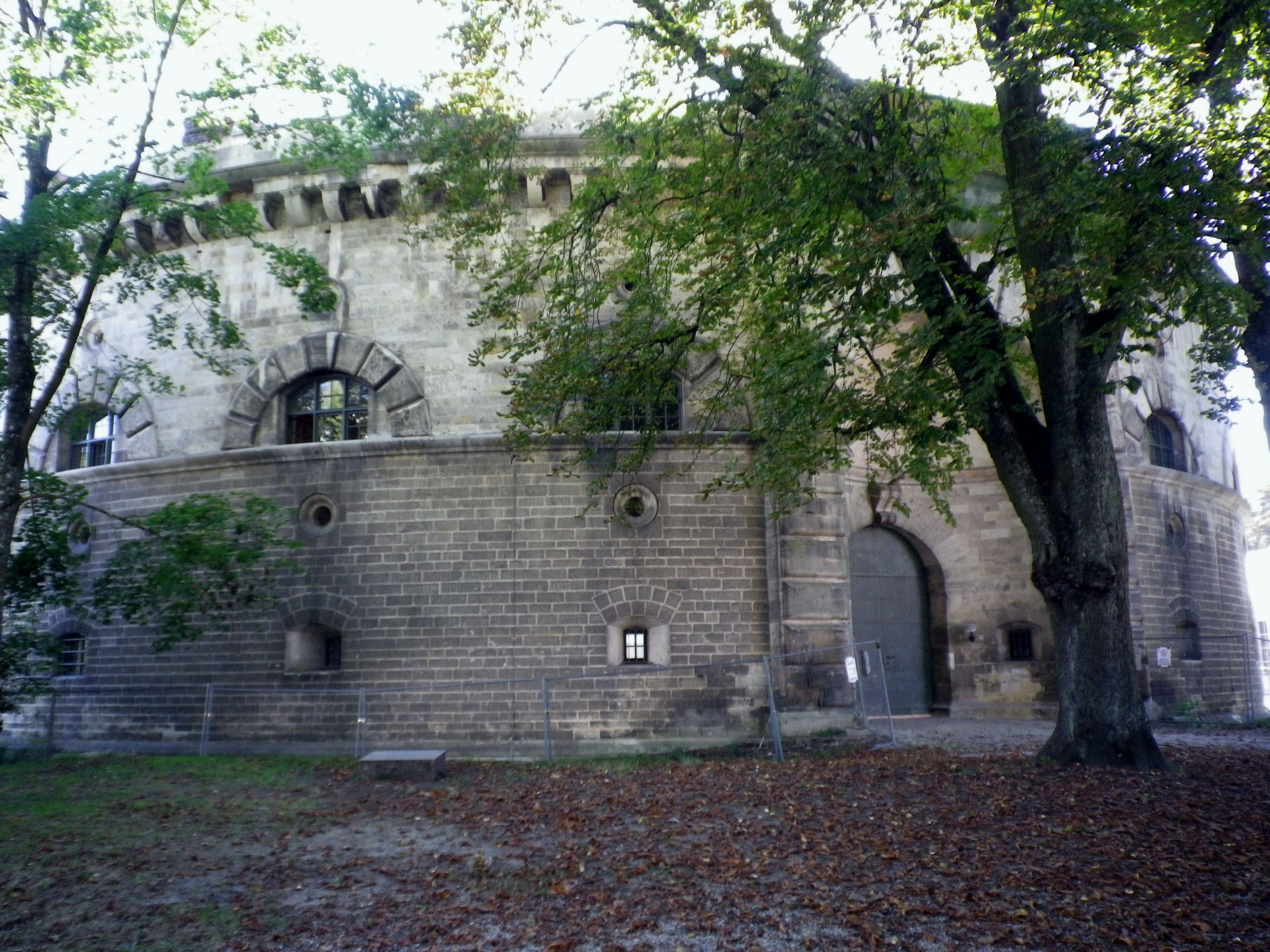
Ingolstadt Turm Baur

Der Turm Baur ist ein Teil des Brückenkopfes am südlichen Donauufer der Landesfestung Ingolstadt und diente als westlicher Flankenturm des Reduit Tilly. Er wurde im klassizistischen Stil zwischen 1828 und 1841 als flach gedeckte ringförmige Anlage erbaut und ist seit 1911 nach dem bayerischen Generalquartiermeister Carl von Baur (1777–1847) benannt. Zuvor trug ein anderer, 1911 abgerissener Festungsbau dessen Namen. Der Plan stammt vom Festungsbaumeister Generalmajor Michael von Streiter, die kalksteinverblendete Fassaden von bildhafter Monumentalität stammen von Leo von Klenze. Nahezu baugleich ist der östliche Flankenturm Turm Triva. Die Ausmaße betragen 50 m × 79 m, die Dicke der Mauern beträgt bis zu 4 Meter. Ursprünglich diente das Gebäude mit seinen 58 tonnengewölbten Geschützkasematten auf zwei Ebenen dazu, einen sich nähernden Feind auf Abstand zu halten. 
Heute beherbergt es die Städtische Simon-Mayr-Sing- und Musikschule Ingolstadt, im Sommer wird der längsovale Innenhof als Freilichtbühne des Stadttheater Ingolstadt bzw. als Freilichtkino genutzt.